# Isabel de Orleães (1900–1983)
Isabel Francisca Helena Maria de Orléans (em francês: Isabelle Françoise Hélène Marie d’Orléans; Le Nouvion-en-Thiérache, 27 de novembro de 1900 – Neuilly-sur-Seine, 12 de fevereiro de 1983), foi uma princesa francesa da Casa de Orléans, filha do príncipe João, Duque de Guise, e de sua esposa, a princesa Isabel Maria de Paris.

## Família
Isabel era a filha mais velha do príncipe João, duque de Guise, e da sua esposa, a princesa Isabel de Orleães.
Tinha duas irmãs e um irmão mais novos, a princesa Francisca de Orleães, casada com o príncipe Cristóvão da Grécia e Dinamarca, a princesa Ana de Orleães, casada com Amadeu, duque de Aosta, e o príncipe Henrique de Orleães, conde de Paris, casado com a princesa Isabel de Orleães e Bragança.

## Casamentos e Descendência
Isabel casou-se com o aristocrata francês Bruno, conde de Harcourt, filho do conde Eugène de Harcourt e de Armande of Pierre de Bernis, a 12 de Setembro de 1923, em Le Chesnay. Bruno era um piloto de automóveis e morreu durante um treino para o Grande Prémio de Marrocos.
Juntos, tiveram quatro filhos:
1. Bernard d'Harcourt, Conde de Harcourt (1 de Janeiro de 1925 - 4 de Setembro de 1958), morreu com apenas trinta-e-três anos de idade em Marrocos; casado com Jeanne Marie Jacqueline Yvonne, viscondessa de Contades; com descendência.
2. Gilone d'Harcourt (1 de Janeiro de 1927 -), casada com o conde Antoine of Dreux-Brézé; com descendência.
3. Isabelle d'Harcourt (1 de Janeiro de 1927 - 23 de Abril de 1993), casada com o príncipe Louis de Murat; com descendência.
4. Monique d'Harcourt (7 de Janeiro de 1929), casada com o conde Alfred Boulay de la Meurthe; com descendência.

## Genealogia
| Isabel de Orleães | Pai: João, Duque de Guise | Avô paterno: Roberto de Orléans                  | Bisavô paterno: Fernando Filipe, Duque d'Orleães |
| Isabel de Orleães | Pai: João, Duque de Guise | Avô paterno: Roberto de Orléans                  | Bisavó paterna: Helena de Mecklemburgo-Schwerin  |
| Isabel de Orleães | Pai: João, Duque de Guise | Avó paterna: Francisca de Orleães                | Bisavô paterno: Francisco Fernando de Orléans    |
| Isabel de Orleães | Pai: João, Duque de Guise | Avó paterna: Francisca de Orleães                | Bisavó paterna: Francisca de Bragança            |
| Isabel de Orleães | Mãe: Isabel de Orleães    | Avô materno: Filipe, Conde de Paris              | Bisavô materno: Fernando Filipe, Duque d'Orleães |
| Isabel de Orleães | Mãe: Isabel de Orleães    | Avô materno: Filipe, Conde de Paris              | Bisavó materna: Helena de Mecklemburgo-Schwerin  |
| Isabel de Orleães | Mãe: Isabel de Orleães    | Avó materna: Maria Isabel de Orléans-Montpensier | Bisavô materno: António de Orleães               |
| Isabel de Orleães | Mãe: Isabel de Orleães    | Avó materna: Maria Isabel de Orléans-Montpensier | Bisavó materna: Luísa Fernanda de Bourbon        |